# 유목

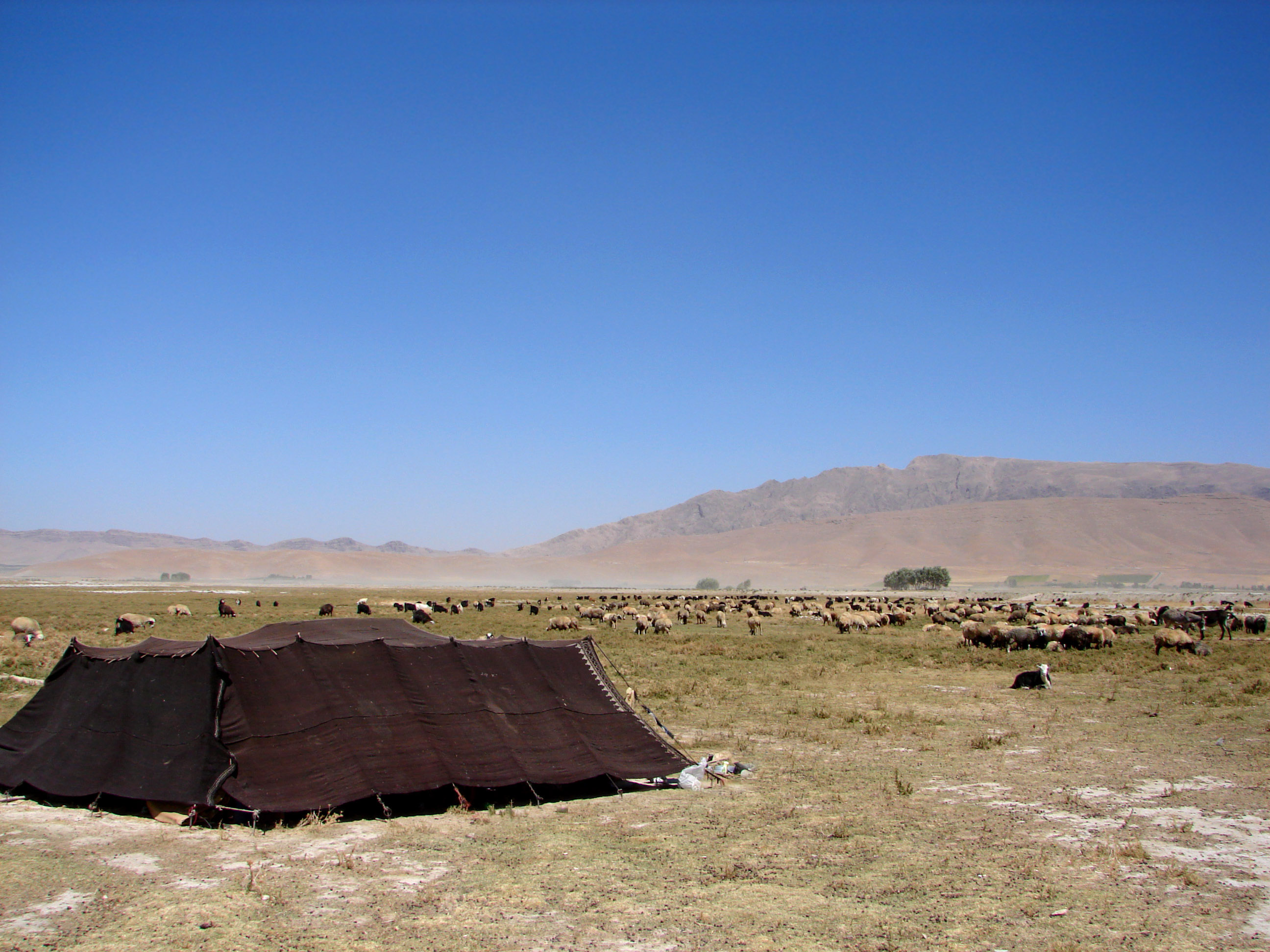
이란 차하르마할에바흐티아리주에서 유목하는 바흐티아르인의 캠프.

유목(遊牧, 영어: Pastoral nomadism, 독일어: Hirtennomadismus)이란 유랑하면서 목축하는 생활양식이다. 유목생활을 영위하는 민족집단을 유목민(遊牧民, Pastoral nomads)이라고 한다.
진성 유목민(true nomads)은 가축에게 먹일 목초지가 있는 곳을 따라 무작위적으로 돌아다닌다. 정주민족도 유목과 비슷한 이목을 할 수 있지만, 계절에 따라 정해진 곳 사이를 오가는 것이므로 진성 유목민과는 다르다. 유목민이 치는 가축은 소, 물소, 야크, 라마, 양, 염소, 순록, 말, 나귀, 낙타 등으로 다양하며, 여러 종을 섞어서 목축할 수도 있다. 유목은 보통 농지가 희박한 지역에서 이루어지며, 특히 유라시아의 농업가능지대 이북의 스텝 대초원의 유목민들이 잘 알려져 있다.
21세기 현재에도 전세계적으로 3000만에서 4000만 명의 인구가 유목민 생활을 하고 있다. 21세기 유목민들은 중앙아시아, 서북아프리카 사헬지대(투아레그인), 중동(베두인) 등지에서 발견된다.

## 유목민의 기원과 역사

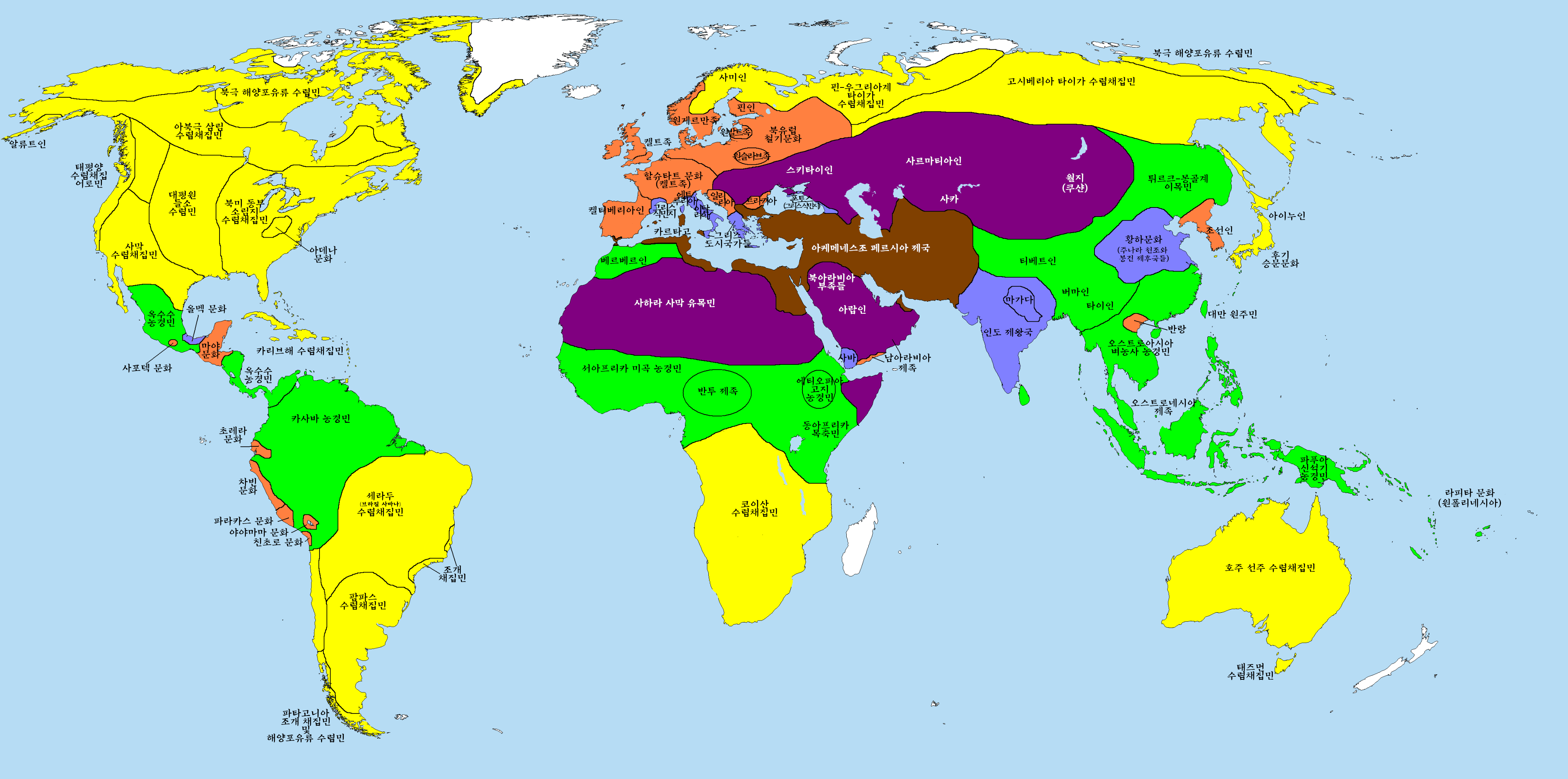
기원전 500년경의 세계.
이 색이 유목민이다.

유목은 신석기 혁명과 농업의 탄생의 결과로서 생겨났다. 신석기 혁명으로 인류는 동식물을 길들여 가축과 작물로 삼고 도시를 형성하기 시작했다. 초기 유목민들은 자기들이 생산한 산물(고기, 가죽, 양모, 치즈 등의 동물 부산물)을 도시에서 생산되는 물건과 교환하며 공생하였다. 그러나 과거의 편견과 달리 초기부터 유목민 사회에 대한 귀족들의 지배력과 행정력 역시 상당했을 수도 있다.
과거에는 유목민들이 고고학적으로 존재감이 미미하거나 빈약했다고 생각되었다. 그러나 근래 이러한 통념은 도전받고 있으며, 특히 풍부한 쿠르간 매장유적지를 남긴 유라시아 유목민들은 확실히 이러한 통념에 들어맞지 않는다. 유목민 유적지는 농경지대 밖에 위치한 점, 곡물 가공장비가 부재하는 점, 건축의 특징이 제한적인 점, 양과 염소의 뼈가 많이 나오는 점, 현대 유목민족에 대한 민족지학적 유추 등을 통해 알아낼 수 있다.
청동기시대 중앙아시아 유목민은 향후 비단길의 중심이 되는 이 지역을 오가며 기장과 밀, 곡물의 최초 전파에 관여했다. 폰토스-카스피 지역으로부터 이주해온 인도유럽 제족이 얌나야 스텝을 통해 퍼져나가면서 유라시아 곳곳에 인도유럽어족이 확산되었다. 중앙아시아 유목민 공동체는 중세시대에 이르기까지 다양한 식단을 보여주며 복합적인 생존전략을 구가했다.